# Cuivre en Afrique
Le cuivre est l’un des minéraux industriels les plus importants au monde et l’Afrique en est un important producteur à l'échelle mondiale. Alors que la production est traditionnellement dominée par la Zambie, l'Afrique du Sud et la province du Katanga, dans le sud de la République démocratique du Congo, de nombreux pays africains contribuent à la production de cuivre et de nombreux pays africains n’ont pas exploité leurs ressources en minerai.
Le cobalt, un autre métal industriel important, est souvent exploité conjointement avec le cuivre.

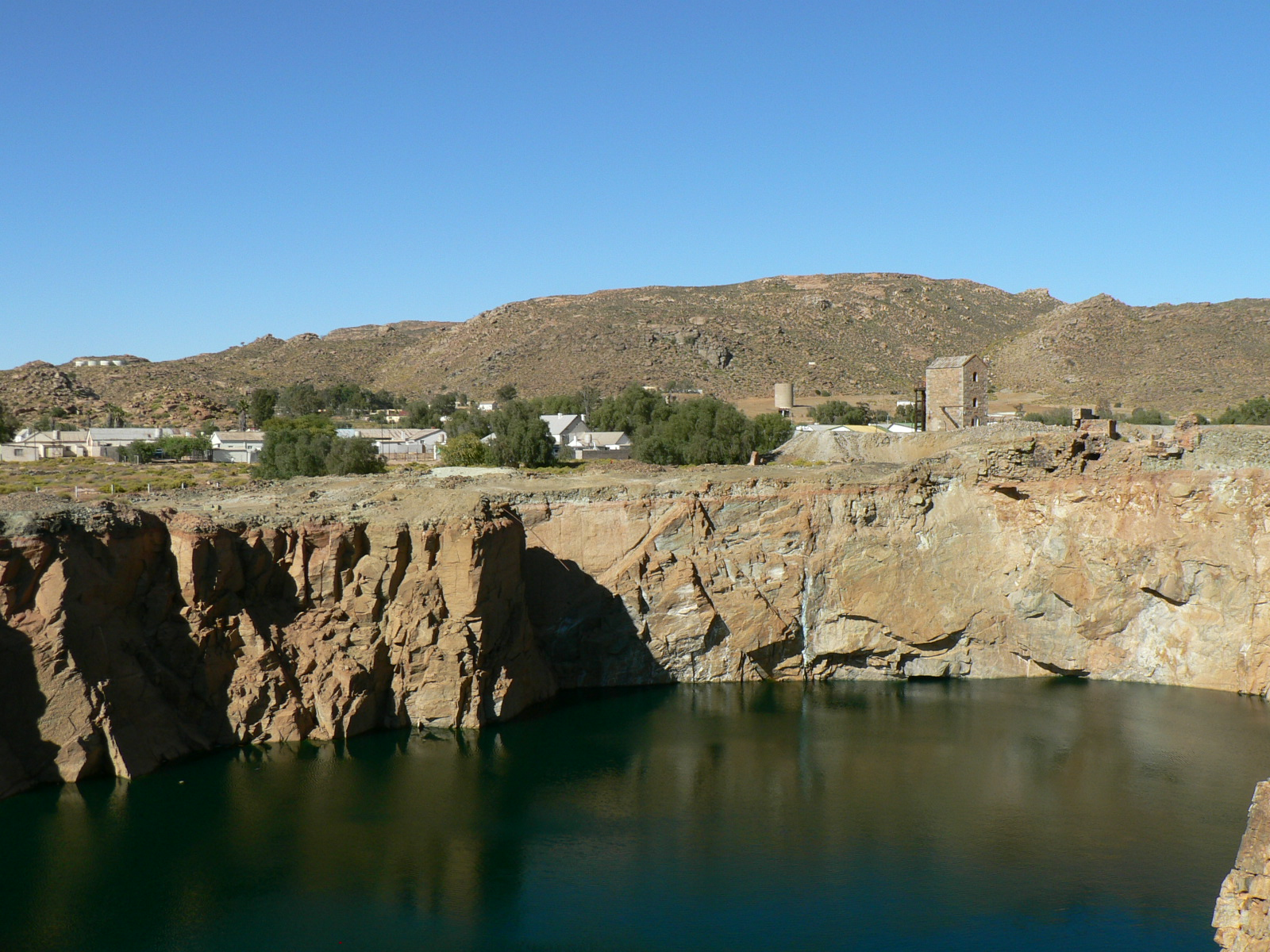
Mine de cuivre d'Okiep, en Afrique du Sud.

## Afrique du Sud
- Compagnie minière Palabora [1]
- Rio Tinto [2]

## Botswana
- Dukwi, mine de Mowana d'African Copper[3]
- Ghanzi, Hana Mining[4] ; aussi argent.

## République démocratique du Congo

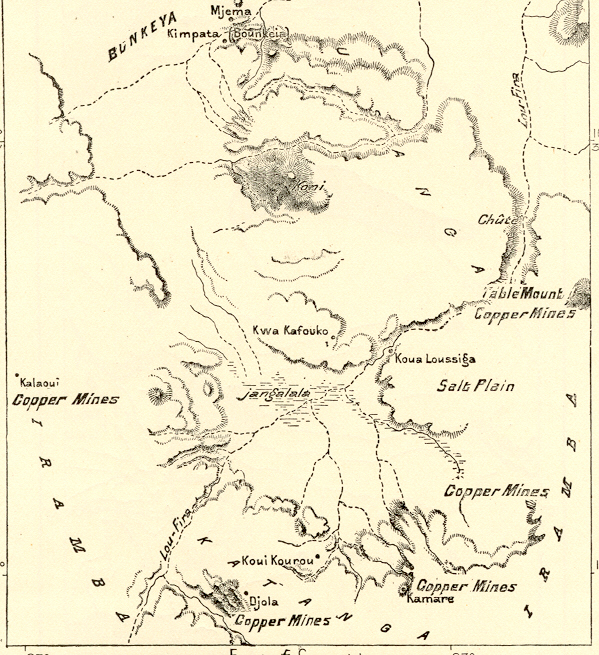
Zone minière du Katanga, années 1890.

- Province du Katanga

## Namibie
- Weatherly (anciennement Ongopolo Mining and Processing) - Mine Matchless extension ouest et mine Otjihase près de Windhoek[5],[6].

## Ouganda
- Kasese - Mines de Kilembe [7]
- Jinja - Les fonderies de Kilembe rouvrent actuellement sous A-Tec Mining après la nationalisation de 1975 [8]

## Zambie
- La Copperbelt
- Province de Copperbelt
- Lumwana - Equinox Minerals [9]

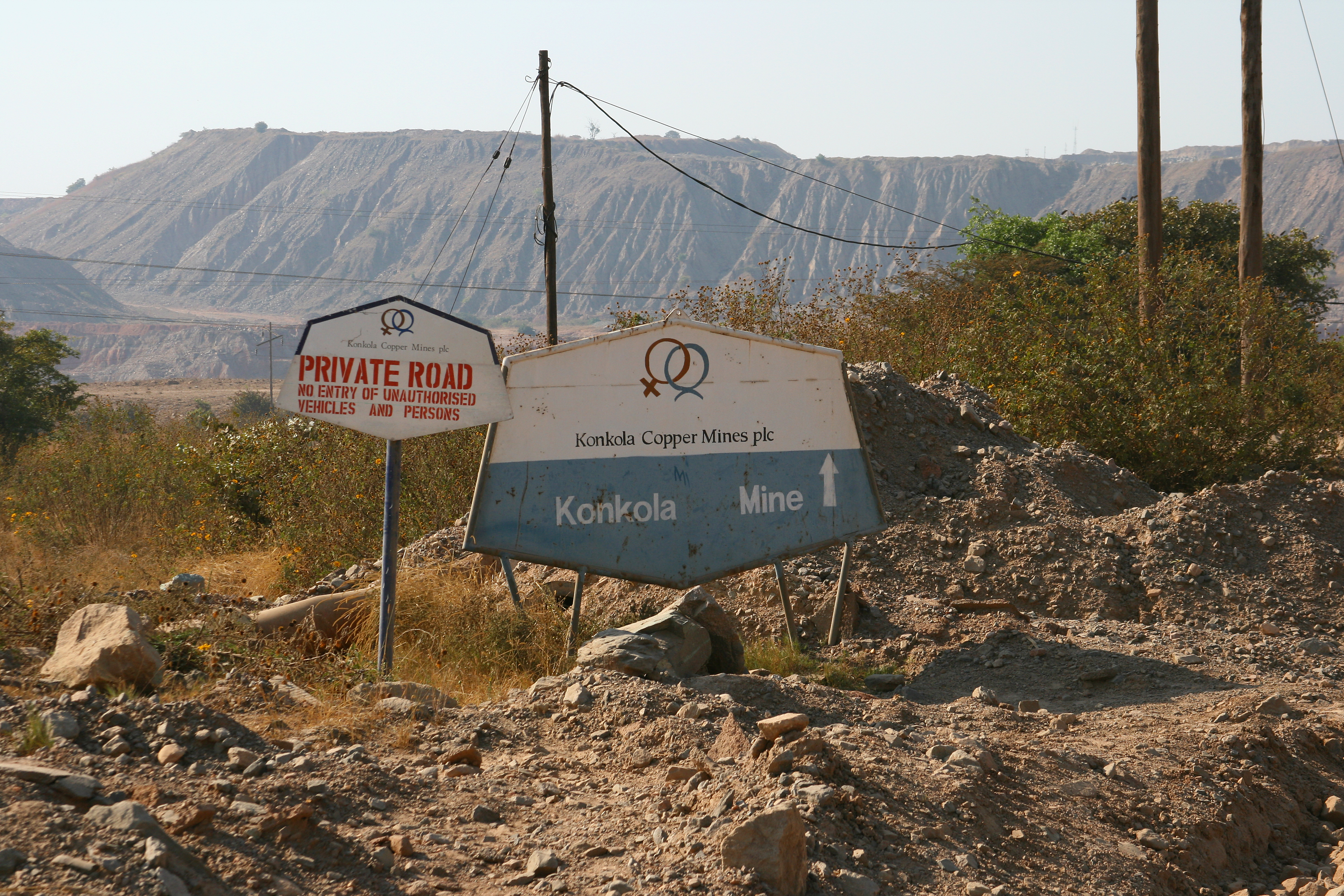
Mine de cuivre de Nchanga, en Zambie.

- Compagnie de mines de cuivre Luanshya - Baluba - Projet de cuivre de Mulyashi [10]
- Mkushi - Ressources de l'aigle africain [11]
- Mines de cuivre consolidées de Zambie
- Zambia Copper Investments Limited - Projet minier en profondeur Konkola - symbole ZCI sur la Bourse de Johannesbourg